# 120mm迫撃砲PM-38

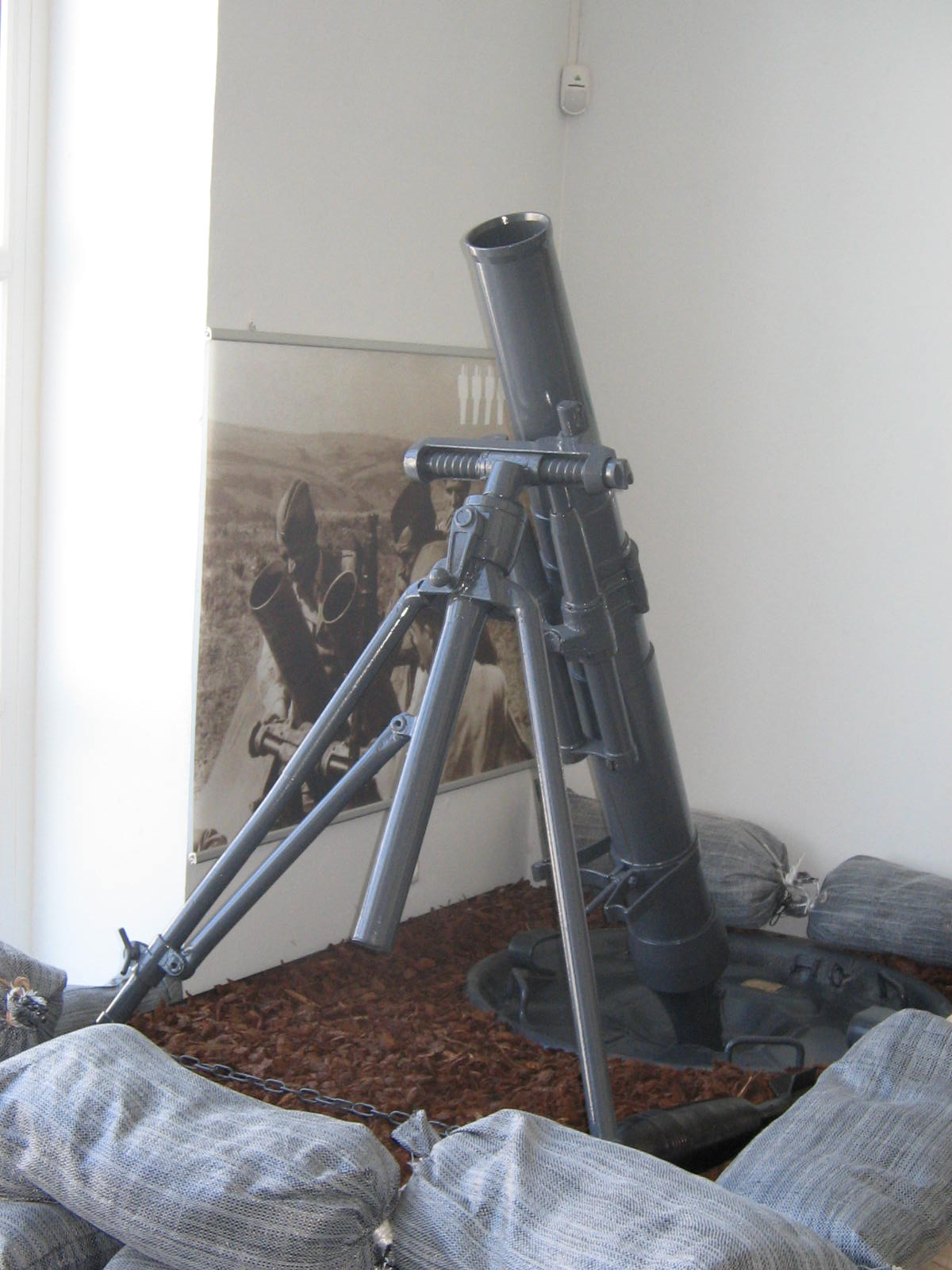
射撃状態

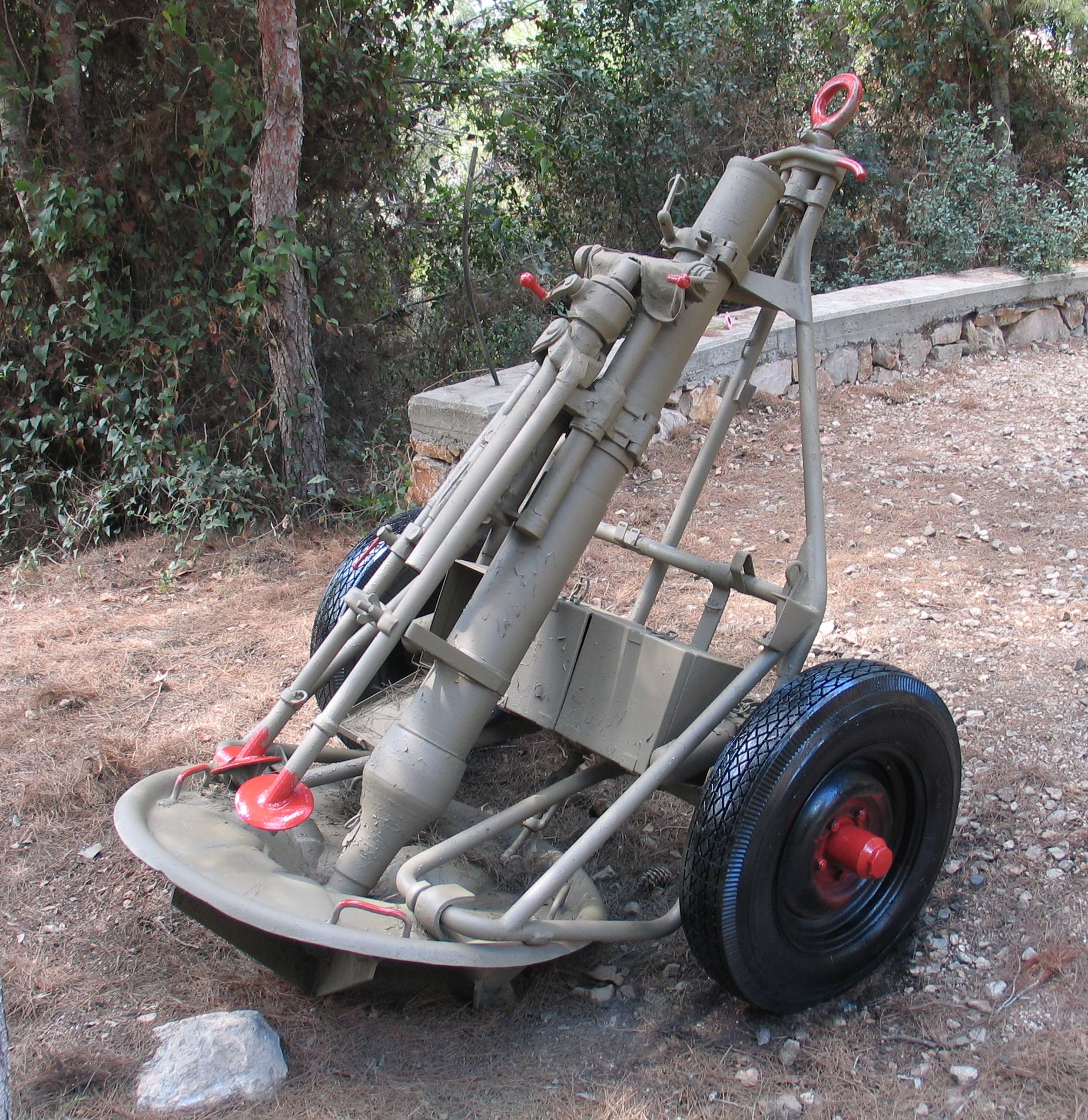
トレーラーに搭載した状態

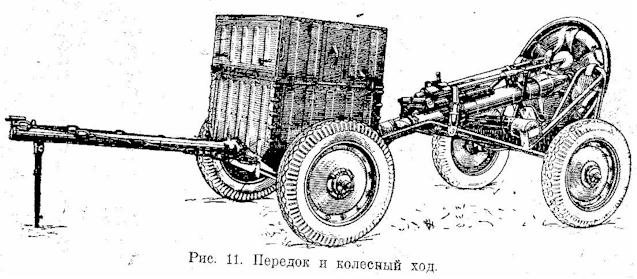
自動車牽引時は砲弾20発を収納した弾薬車と一緒に牽引された

120mm迫撃砲PM-38(ロシア語：120-мм полковой миномёт обр. 1938 г.)とは第二次世界大戦でソビエト連邦赤軍が使用した迫撃砲である。

## 概要
полковой миномётとはロシア語で連隊迫撃砲という意味である。
 Б. И. Шавыринаによって開発され、1938年に正式採用された、1941年には3000門が配備されていたという。後にА. А. Котова の手で再設計された物が後継の120mm迫撃砲PM-43として採用されている。さらに本砲をスケールダウンした107mm迫撃砲GVPM-38も開発された。
底板は従来一般的だった四角形ではなく、円形をしている。迫撃砲の方向射角を大きく変えなければならない場合、従来型では底板を含めた全体を設置し直す必要があったが、本砲では底板をそのままにして、脚付きの砲身だけを旋回させることができた。
独ソ戦でソ連側は多数を使用したが、序盤の劣勢期には多数がドイツ国防軍に鹵獲されている。ドイツ国防軍はコピー品の12 cm GrW 42まで製造するほどにこの迫撃砲を重宝した。
大戦後は東側諸国に供与され、ベトナム戦争でも南ベトナム解放民族戦線（ベトコン）がアメリカ軍や南ベトナム軍の野戦部隊や基地の攻撃に使用している。
なお、独ソ戦でドイツ国防軍が接収したものについては12cm迫撃砲378（r）の名称が与えられて前線に配備された。

## スペック
- 重量：280 kg
- 砲身長：1,862 mm
- 仰角：45°~80°
- 水平射角：6°
- 初速：272m/s
- 最大射程：6,000m
- 連射速度：10発/分
- 砲弾重量：16 kg

## 運用国

### 現用
- アゼルバイジャン - 2024年時点で、アゼルバイジャン陸軍が27門のPM-38を保有[1]。
- モルドバ - 2023年時点で、モルドバ陸軍が7門のPM-38を保有[2]。
- トルクメニスタン - 2024年時点で、トルクメニスタン陸軍が66門のPM-38を保有[3]。